# Solter pulcher
Solter pulcher är en insektsart som beskrevs av Hölzel 1967. Solter pulcher ingår i släktet Solter och familjen myrlejonsländor. Inga underarter finns listade i Catalogue of Life.